# Кевін Фрізенбіхлер
Кевін Фрізенбіхлер (нім. Kevin Friesenbichler, нар. 6 травня 1994, Вайц) — австрійський футболіст, нападник клубу «Аустрія» (Відень).
Виступав, зокрема, за клуб «Аустрія» (Відень), а також молодіжну збірну Австрії.

## Клубна кар'єра
Народився 6 травня 1994 року в австрійському місті Вайц.

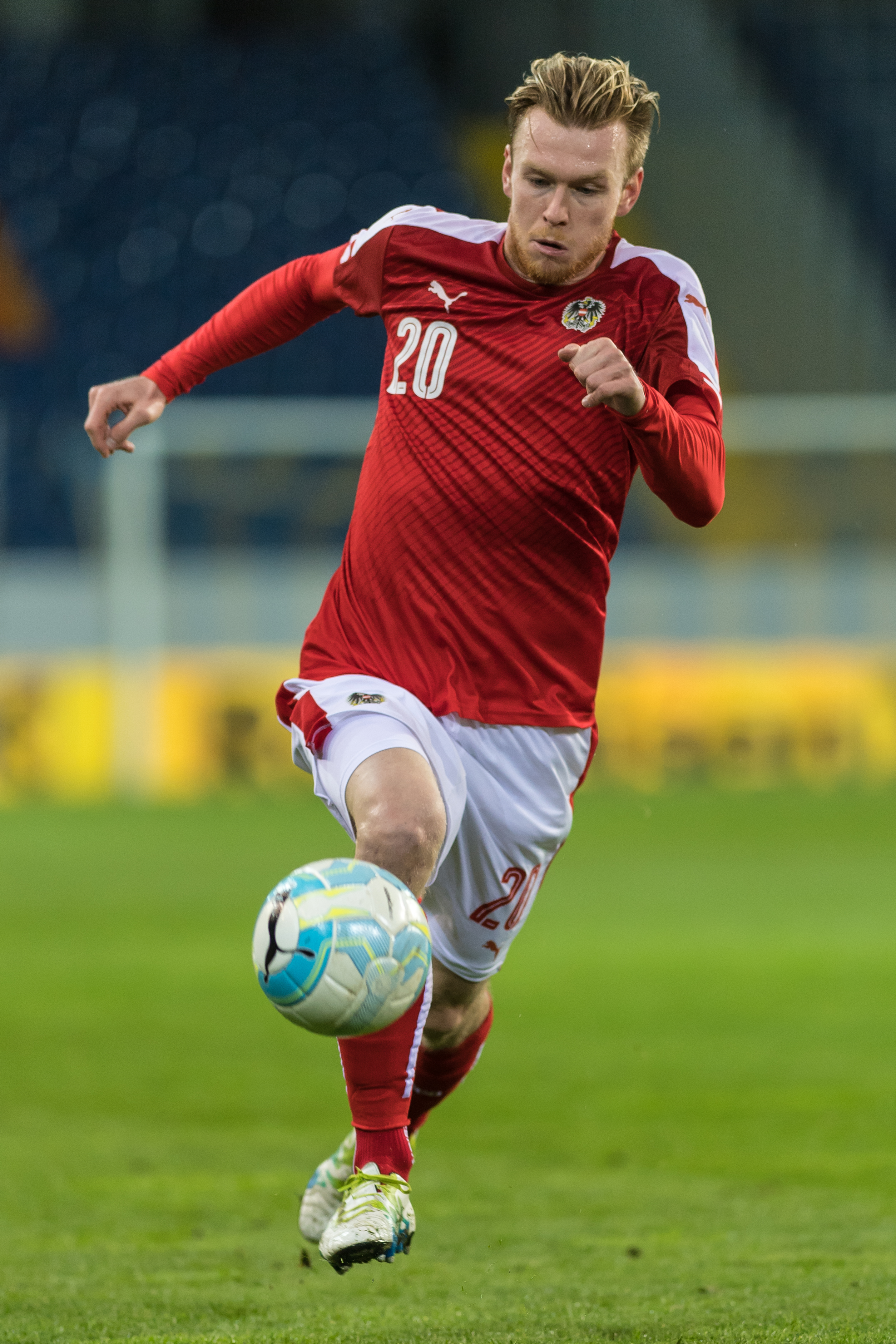
Фрізенбіхлер у складі молодіжної збірної Австрії

Розпочав кар'єру граючи за юнацькі склади «СВ Вайц», «Адміра Ваккер» та віденської «Аустрії». У 2010 році Кевіна помітили скаути мюнхенської «Баварії» і запросили в академію клубу. Сума трансферу склала 500 тис. євро. Фрізенбіхлер виступав за юнацькі команди до 17 та 19 років, а у сезонах 2012/13 і 2013/14 грав за дублюючу команду у Регіоналлізі, але дебютувати за основу, так і не зміг.
22 травня 2014 року він на правах вільного агента підписав угоду з лісабонською «Бенфікою». Для отримання ігрової практики Кевін 22 серпня 2014 року, після менш ніж двох місяців у «Бенфіці», був відданий в оренду в гданську «Лехію». 31 серпня в матчі проти хожувського «Руху» він дебютував у Екстраклассі. У цьому ж поєдинку Фрізенбіхлер забив свій перший гол за «Лехію».
Влітку 2015 року Кевін на правах оренди повернувся в «Аустрію». 2 серпня в матчі проти «Альтаха» він дебютував у австрійській Бундеслізі. 25 жовтня в поєдинку проти віденського «Рапіда» Кеві забив свій перший гол за «Аустрію». По завершенні сезону у липні 2016 року його оренда була продовжена ще на рік. У сезоні 2016/17 він зіграв у 32 з 36 матчів ліги, а 15 вересня 2016 року в матчі Ліги Європи проти румунської «Айтри» Кевін забив гол.
У липні 2017 року підписав з віденським клубом повноцінний контракт. Станом на 10 березня 2018 року відіграв за віденську команду 24 матчі в національному чемпіонаті.

## Виступи за збірні
2009 року дебютував у складі юнацької збірної Австрії, взяв участь у 18 іграх на юнацькому рівні, відзначившись 16 забитими голами.
Протягом 2013—2016 років залучався до складу молодіжної збірної Австрії. На молодіжному рівні зіграв у 19 офіційних матчах, забив 8 голів.

## Особисте життя
Походить з футбольної родини. Є сином Бруно Фрізенбіхлера та племінником Гюнтера Фрізенбіхлера, колишніх футболістів. Молодший брат Кевіна Робін Фрізенбіхлер також футболіст.

## Титули і досягнення
- Володар Кубка Латвії (1):

«РФШ»: 2021
- Чемпіон Латвії (1):

«РФШ»: 2021